# Tren ligero de la Ciudad de México
Der Tren ligero de la Ciudad de México, bekannt auch als el Tren Ligero oder Xochimilco Light Rail, im Volksmund El Ajolote (deutsch Der Axolotl) genannt, ist eine seit 1986 stadtbahnähnlich betriebene Eisenbahnlinie bzw. Light Rail im Süden von Mexiko-Stadt mit 13 Kilometern Länge und 18 Stationen.

## Strecke
Die Linie verkehrt im Süden von Mexiko-Stadt und verbindet die U-Bahn-Station Tasqueña mit dem touristischen Stadtteil Xochimilco, welcher für seine schwimmenden Gärten und als UNESCO-Weltkulturerbe bekannt ist. Sie erschließt die Stadtbezirke Coyoacán, Tlalpan und Xochimilco mit 18 Haltestellen, wobei die Fahrzeit etwa 37 Minuten beträgt.
Ausgehend von der Metro-Station Taqueña verkehrt die Linie – wie die Metro-Linie 2 nördlich davon – auf der Calzada de Tlalpan, wo sie in der Straßenmitte über eine eigene Gleistrasse verfügt. Die Stationen verfügen über zwei Seitenbahnsteigen oder einen Mittelbahnsteig, der Zugang erfolgt niveaufrei über Fußgängerbrücken. Die Strecke verfügt in dem Abschnitt über sehr wenige Straßenkreuzungen. Ab Huipulco biegt die Trasse von der Calzada de Tlalpan nach Osten ab und verändert sich im Charakter: Hier gibt es vermehrt Straßenkreuzungen und niveaugleiche Zugänge zu den Bahnsteigen. Auch verkehrt die Linie teilweise in Seitenlage oder abseits größerer Straßen, wenngleich weiterhin auf eigenem Gleiskörper. Sowohl in Taqueña als auch in Xochimilco endet die Linie stumpf, wobei die Endhaltestelle in Xochimilco in einer Stationshalle überdacht ausgeführt ist.

## Geschichte
Die Linie hat ihren Ursprung im Straßenbahnnetz von Mexiko-Stadt, welches in den 1960ern und 1970ern nach und nach stillgelegt wurde. Die ursprüngliche Straßenbahnlinie nach Xochimilco wurde 1910 in Betrieb genommen. Der Abschnitt zwischen der Avenida Tasqueña und dem Stadtzentrum wurde 1970 durch eine U-Bahn-Linie ersetzt.

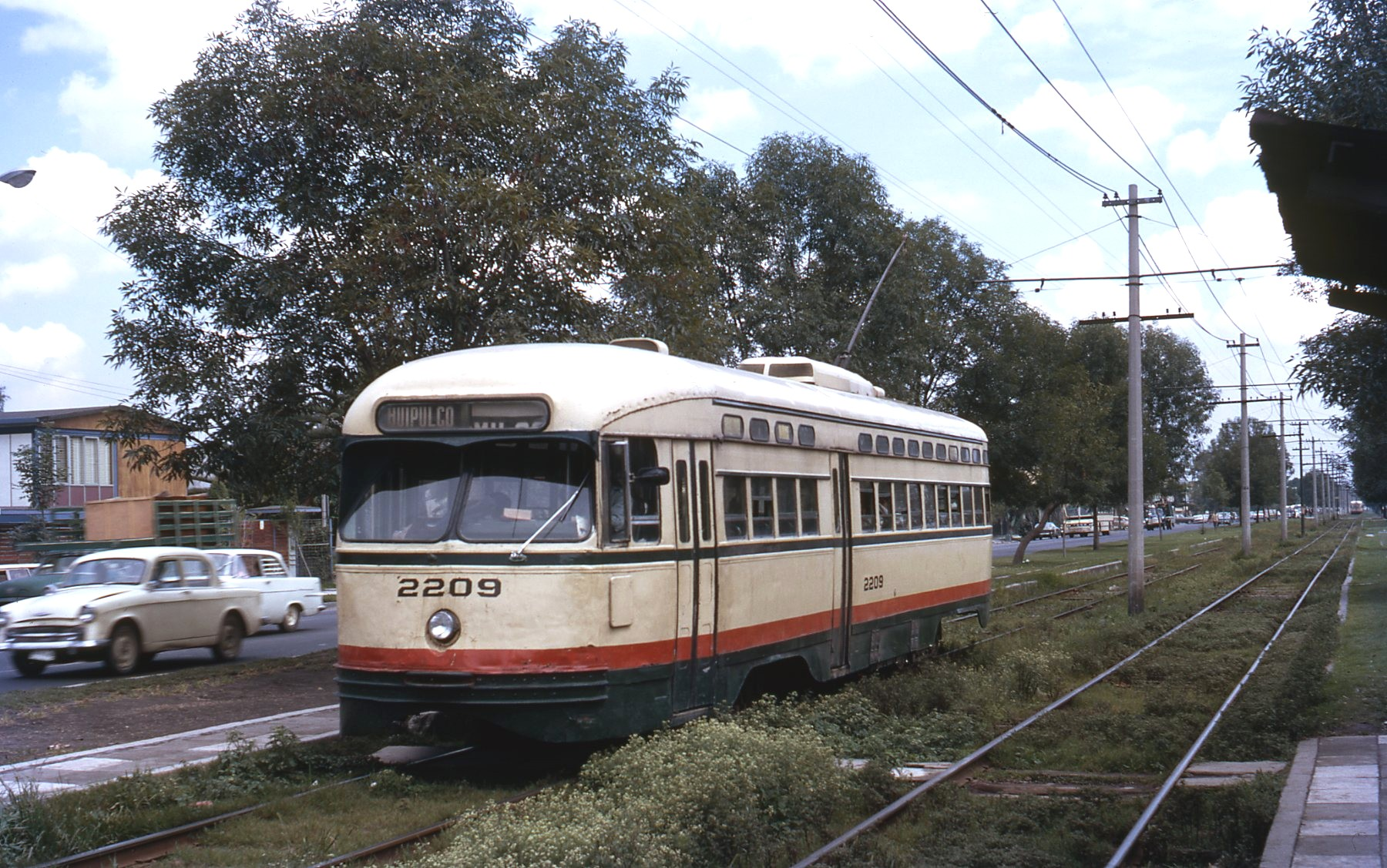
Die Straßenbahn vor dem Umbau auf Light Rail: PCC-Straßenbahnwagen auf dem Weg nach Huipulco.

Die letzten übrig gebliebenen Straßenbahnlinien im Mai 1979 waren die Linien 53 und 54, welche von der U-Bahn-Station Tasqueña nach Tlalpan bzw. Xochimilco verkehrten. Zwischen Tasqueña and Huipulco verkehrten die Linien auf gemeinsamer Strecke. Ab Huipulco verzweigten sich die Linien, wobei die Linie nach Tlalpan nur etwa 2 km lang war.
Der Abschnitt auf der gemeinsamen Strecke sowie die Linie nach Xochimilco waren vom übrigen Straßenverkehr getrennt auf eigenem Gleiskörper und gaben den Linien 53 und 54 eher den Charakter einer Stadtbahn. Unter anderem aufgrund des hohen Eigentrassenanteils wurde beschlossen, diese Linien zu modernen Stadtbahnlinien umzubauen.
Im September 1984 wurden die Linien daher eingestellt, um auf einen Stadtbahnbetrieb umgebaut zu werden. Dazu wurden die herkömmlichen Straßenbahnhaltestellen durch Stationen mit Hochbahnsteigen und Zugängen ohne Gleisquerung, dafür mit Ticketkontrollen ausgestattet. Auch wurden die Gleise erneuert, die Trasse durch Zäune abgeschirmt, einige Kreuzungen mit dem Straßenverkehr eliminiert sowie die Oberleitung für höhere Geschwindigkeiten ausgelegt. Gleichzeitig wurden die PCC-Straßenbahnwagen durch modernes, hochfluriges Rollmaterial ersetzt, wobei einige Teile wiederverwendet wurden. Die Linie nach Xochimilco wurde in mehreren Abschnitten zwischen 1. August 1986 und 1988 wiedereröffnet.
Beim 1,7 Kilometer langen Streckenast von Huipulco nach Tlalpan wurde allerdings die Trasse vom eigenem straßenbegleitenden Gleiskörper in die Mitte der Calle Ferrocarril (heute Avenida Renato Leduc) verlegt und um etwa 125 Meter gekürzt. Drei Stationen mit Hochbahnsteigen (inklusive dem neuen Endbahnhof Tlalpan) wurden errichtet. Mit 13. März 1990 wurde die Strecke nach Tlalpan wieder in Betrieb genommen, allerdings als Pendelverkehr mit nur einem Fahrzeug von der Station Estadio Azteca ausgehend und somit ohne direkte Anbindung zur U-Bahn in Tasqueña. Die Fahrgastzahlen waren niedrig und nur ein Jahr später im März 1991 wurde der Betrieb nach einem Unfall, welcher das üblicherweise dort eingesetzte Fahrzeug (Nr. 000) beschädigte, wieder eingestellt. Am 13. Dezember 1991 wurde der Betrieb wieder aufgenommen, da neue Fahrzeuge auf der Linie nach Xochimilco eingesetzt wurden. Am 6. Oktober 1992 wurde der Betrieb allerdings endgültig eingestellt.
Bis 1995 befand sich die südliche Endstation direkt hinter der Calle Francisco Goitia an der heutigen Station Francisco Goitia, die ursprünglich Xochimilco hieß. In jenem Jahr wurde die Strecke um etwa 800 Meter nach Osten zu einer neuen Endstation Embarcadero verlängert. Da die neue Endstation nun näher am Zentrum von Xochimilco lag als die Station gleichen Namens, benannte die Servicio de Transportes Eléctricos del Distrito Federal (kurz STE, deutsch Dienstleistungsunternehmen für elektrische Verkehrsmittel in Mexiko-Stadt) die neue Endstation bereits nach kurzer Zeit in Xochimilco um und die ursprüngliche Station Xochimilco wurde als nurmehr vorletzte zur Station Francisco Goitia. Die Verlängerung erwies sich betrieblich als problematisch, weil der weitgehend eingleisige Abschnitt die Kapazität der Strecke einschränkte. Daher wurde nur zwei Jahre später ab November 2007 die Station Xochimilco 200 Meter weiter westlich neu gebaut und mit zwei Gleisen und drei Bahnsteigen als Spanische Lösung ausgestattet. Die neue Endstation wurde am 14. Dezember 2008 eröffnet.
Im Jahr 2012 ließ die STE mehrere Maßnahmen zur Modernisierung des Stadtbahnbetriebes durchführen, darunter die Installation von Chipkarten-Zugangskontrollen, der Austausch von Bänken und Beleuchtung sowie der Austausch von Blech- und Maschendrahtzäunen an allen Stationen durch Glaspaneele. Mitte 2016 wurden die Oberleitungen zwischen den Stationen Taxqueña und Xotepingo erneuert. Ende 2016 bis Anfang 2017 waren dann die Oberleitungen zwischen den Stationen Xotepingo und Textitlán an der Reihe. Außerdem wurden ab 2017 an allen Stationen des Abschnitts Taxqueña – Estadio Azteca Aufzüge zum Bahnsteig sowie ergänzende Rampen eingebaut.

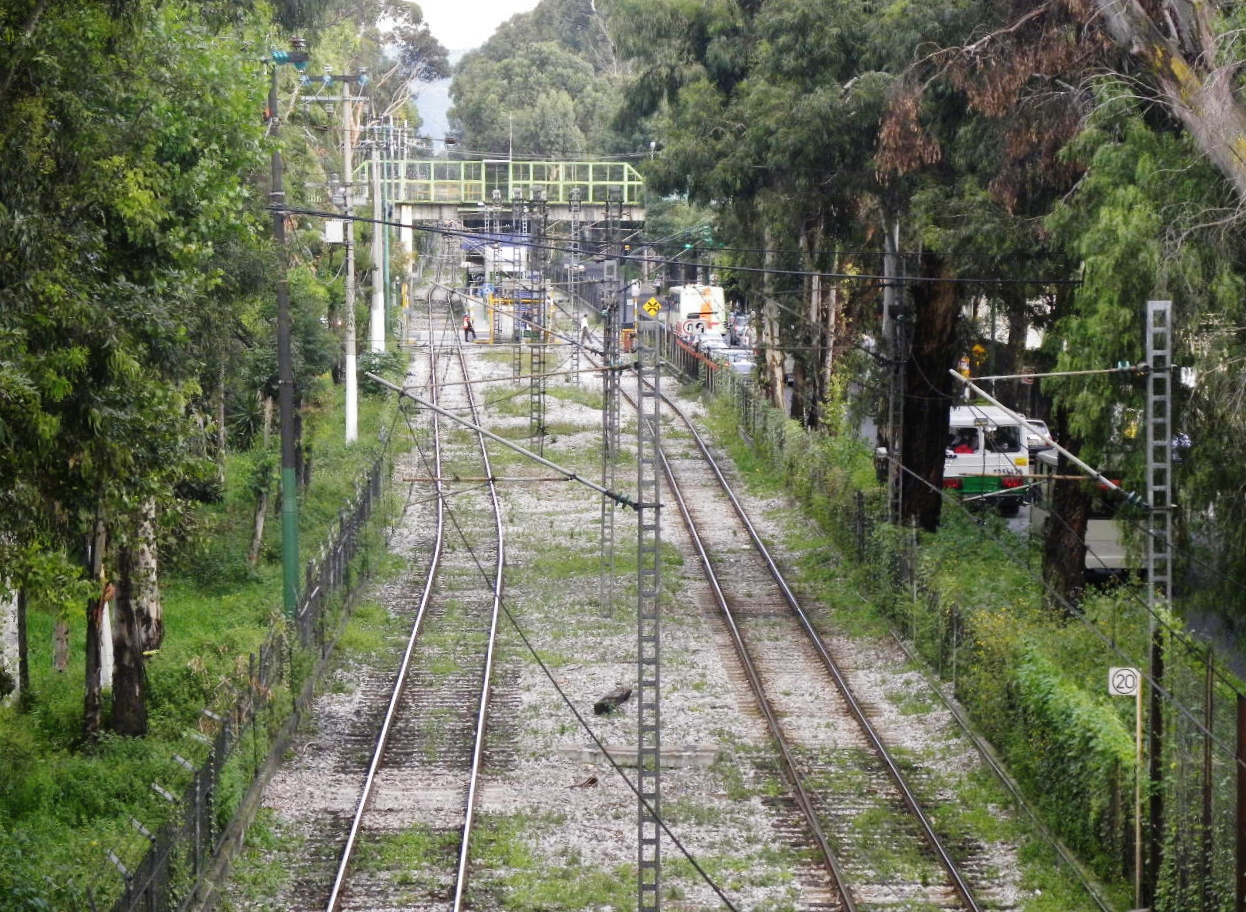
Die verschlissenen Gleisanlagen vor der Sanierung 2019/2021

Zwischen 2019 und 2021 wurden im gesamten System Gleisreparaturen und -renovierungen durchgeführt. Die erste Phase war aufgrund des Alters der Gleise die umfangreichste, da die Gleise als Teil des alten Straßenbahnsystems seit 1904 in Betrieb waren. Die Arbeiten begannen am 1. Juli 2019 und die erste Phase dauerte etwas mehr als sechs Monate. Die Arbeiten wurden im Dezember desselben Jahres abgeschlossen, der Abschnitt von Tasqueña zum Estadio Azteca wurde am 16. Januar 2020 wieder für die Öffentlichkeit zugänglich gemacht. Durch diesen Gleistausch konnte die Fahrzeit für die Gesamtstrecke von 60 auf 35 Minuten reduziert werden. Der zweite Sanierungsabschnitt zwischen den Stationen Huipulco und Xochimilco war vom 2. Mai 2020 bis zum 30. Januar 2021 geschlossen. Durch die Fahrzeitverkürzung in Kombination mit Instandsetzung und Beschaffung einiger Fahrzeuge konnte der Takt auf fünf Minuten verdichtet werden. Zuvor waren abhängig von der momentanen Fahrzeugverfügbarkeit nur Takte von acht bis 15 Minuten möglich.
In Vorbereitung auf die Fußball-Weltmeisterschaft 2026 werden die Haltestellen erneuert und die Bahnsteiglängen erhöht, um zukünftig die Fahrzeuge in Doppeltraktion verkehren zu lassen. Auch die Endstation Tasqueña wird umgebaut und erhält neue und zusätzliche Überleitgleise sowie einen dritten Bahnsteig für die Spanische Lösung zur Bewältigung größerer Passagierströme. Mit diesen Ausbaumaßnahmen und den zusätzlichen Fahrzeugen sollen zukünftig bis zu 420.000 Fahrgäste täglich befördert werden.

## Fahrzeuge
Der Fuhrpark des Tren ligero de la CDMX umfasst aktuell (Stand Juli 2025) 21 hochflurige Stadtbahngelenktriebwagen, welche in vier Bauserien zwischen 1995 und 2024 gebaut wurden. Die zweiteiligen Triebwagen sind etwa 29,5 Meter lang, 2,65 Meter breit, wiegen leer rund 40 Tonnen und haben eine Höchstgeschwindigkeit von 80 Stundenkilometern.

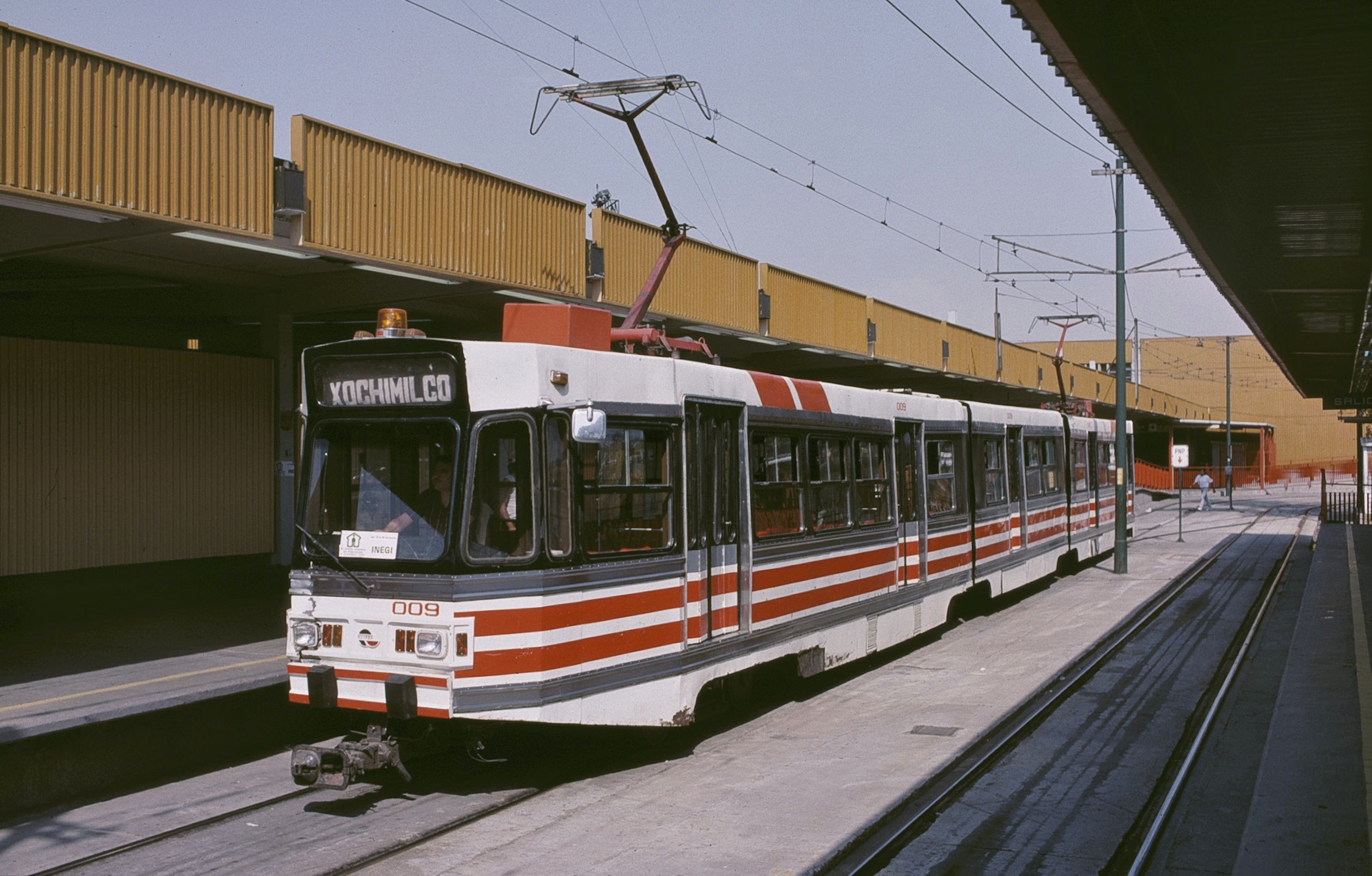
Moyada-Stadtbahnwagen 1990

Zur Inbetriebnahme nach dem Umbau zur Stadtbahn kamen anfangs von Moyada (Motores y Adaptaciones Automotrices, S.A.) gebaute Stadtbahngelenktriebwagen zum Einsatz. Diese als TLM bezeichneten Züge waren Zweirichtungsfahrzeuge mit neuem Wagenkasten, welche unter Zuhilfenahme von Teilen der PCC-Straßenbahnwagen aus den 1940ern gebaut wurden. Dabei wurden Drehgestelle und Teile der Antriebssysteme übernommen. Durch Führerstände an beiden Enden konnten die Wendeschleifen der Straßenbahn entfallen. Der Prototyp erhielt die Nummer 000, die weiteren 16 Fahrzeuge 001–016. Die Fahrzeuge stellten sich als unzuverlässig heraus, wahrscheinlich aufgrund der alten, wiederverwerteten Teile der PCC-Wagen. Sechs Fahrzeuge wurden 1989–91 zwar überarbeitet, aber deren Zuverlässigkeit verbesserte sich nicht.

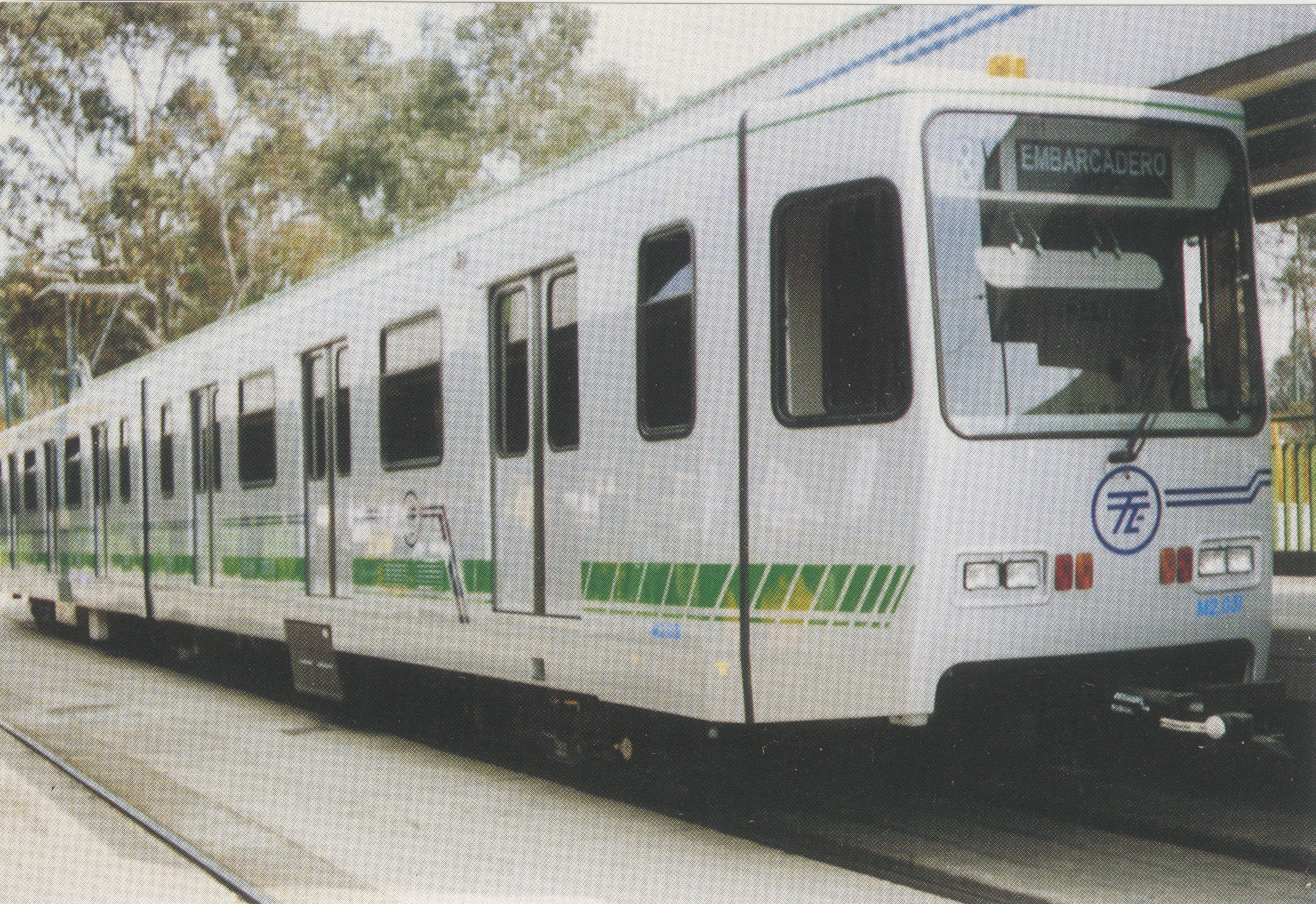
Bombardier/Siemens/Concarril-Fahrzeug

Ursprünglich war es geplant, etwa 20 PCC-Wagen für die neuen Linien neu aufzubauen. Die Fahrzeuge wurden während der Umbauarbeiten durch das Erdbeben von Mexiko-Stadt 1985 zerstört. Daher bestellte STE in 1989 nunmehr 12 komplett neugebaute Stadtbahnfahrzeuge mit ähnlicher Kapazität. Diese zweiteiligen Fahrzeuge von Bombardier mit Steuerungstechnologie von Siemens wurden beim lokalen Hersteller Concarril gefertigt und entsprachen den Fahrzeugen der Stadtbahn Guadalajara. Die als TE-90 (Tren Eléctrico 1990) bezeichneten Fahrzeuge 017–028 verfügten über 50 Sitz- und 250 Stehplätze. Sie wurden ab Januar 1991 geliefert und kamen am 6. Dezember 1991 in Betrieb. Sie ersetzten alle Moyada-Fahrzeuge, ausgenommen der für den Pendelbetrieb nach Tlalpan benötigten.
Nach der endgültigen Einstellung des Betriebs nach Tlalpan im Oktober 1992 wurden die Moyada-Fahrzeuge abgestellt. Es wurden dennoch drei von diesen (005, 010 und 016) nochmals überarbeitet, sie erhielten einen neuen Wagenkasten, welcher an die Concarril-Fahrzeuge angelehnt war, wobei die Antriebstechnik weiterhin aus den PCC-Wagen stammte. Die Überarbeitung erfolgte durch den lokalen Hersteller Sintra S.A., die Fahrzeuge wurden am 1. Juni 1993 in Betrieb genommen. Doch bereits Ende 1995 wurden die drei Fahrzeuge ausgemustert, weil die Oberleitungsspannung von 600 V DC auf 750 V erhöht wurde. Die Moyada-Fahrzeuge waren darauf nicht anpassbar und wurden verschrottet.

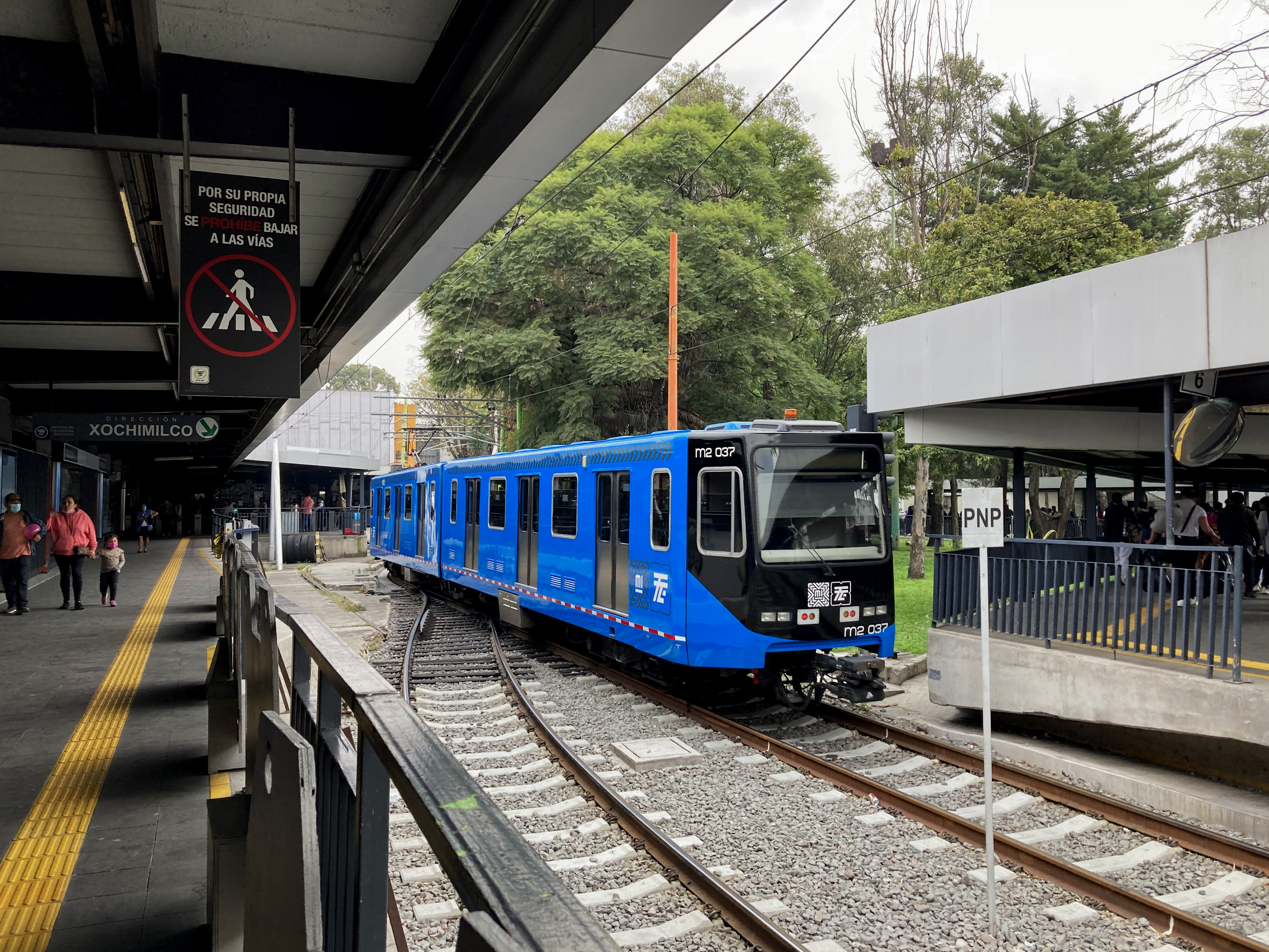
Bombardier-Fahrzeug 037 vom Typ TE-12 in aktueller Lackierung (2022)

1995 wurden vier weitere den TE-90 entsprechenden Fahrzeuge bestellt. Diese als TE-95 bezeichneten Fahrzeuge mit den Nummern 029–032 wurden im selben Werk wie die ersten zwölf Fahrzeuge gebaut, nun allerdings von Bombardier alleine, da Concarril 1992 übernommen worden war. Weitere vier Fahrzeuge (TE-06) wurden Mitte der 2000er-Jahre bestellt, diese (033–036) kamen ab September und Oktober 2008 zum Einsatz. 2013 wurden weitere vier Fahrzeuge (TE-12) 037–040 bei Bombardier bestellt, welche am 16. März 2015 den Betrieb aufnahmen. Die Gesamtzahl der Fahrzeuge von Concarril bzw. Bombardier betrug damit 24 Züge. Mit Beginn der Auslieferung der neuen Bauserie im Herbst 2023 begann die Abstellung von Fahrzeugen des ältesten Typs TE-90 und Ende des Jahres waren die zwölf Fahrzeuge dann bereits alle außer Betrieb. Ein TE-90 ist als Reservefahrzeug (Stand 2025) weiterhin vorhanden. Ein weiterer gelangte ins Museum des Betreibers.

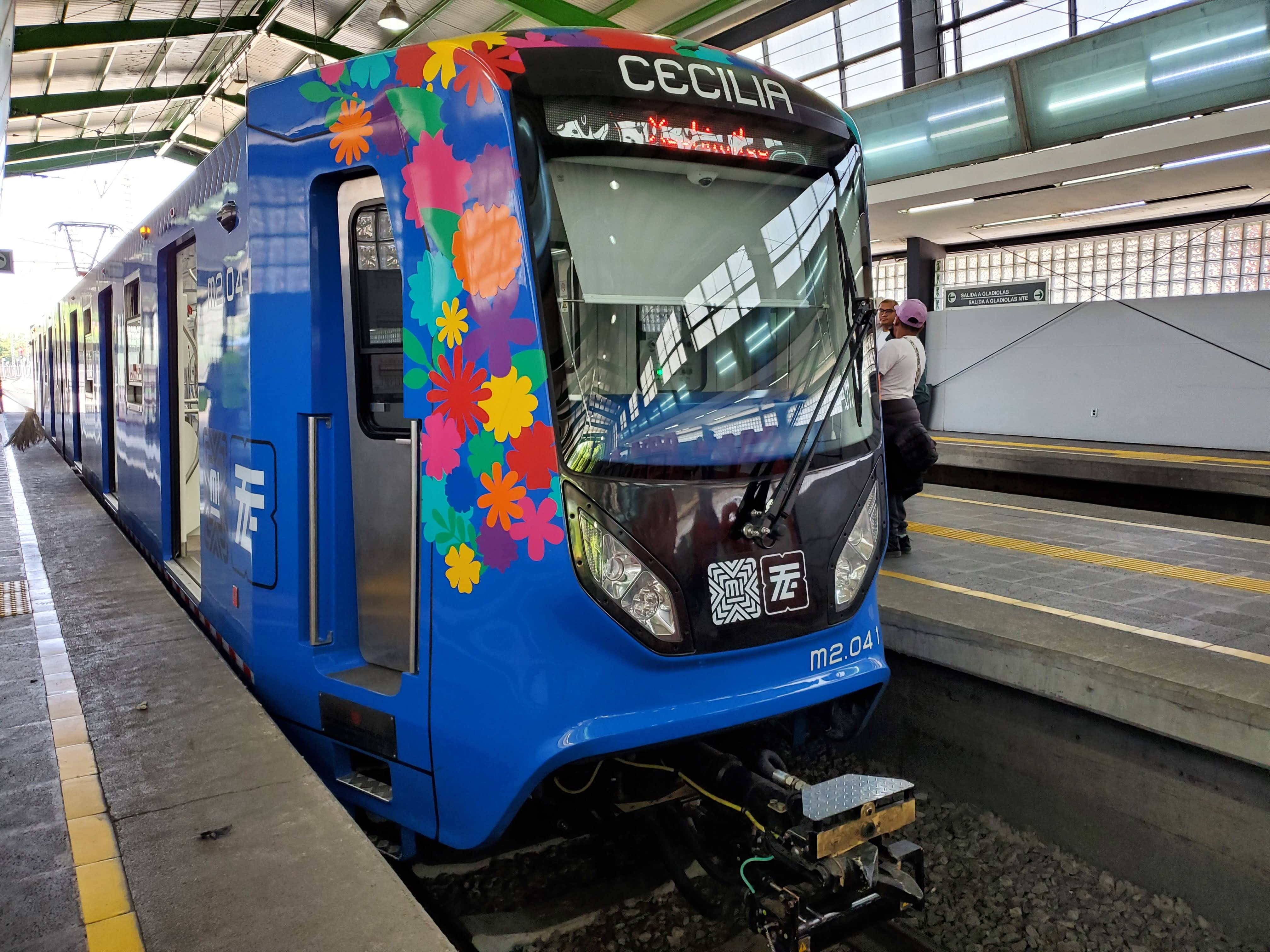
TE-23 von CRRC

Diese neue Bauserie, als TE-23 bezeichnet, umfasste zunächst neun Fahrzeuge, die für 33 Mio. € bei CRRC Zhuzhou bestellt wurden. Das erste Fahrzeug wurde im September 2023 präsentiert und entspricht von den Abmessungen den bereits existierenden Fahrzeugen, sie fassen jedoch 483 Fahrgäste und sollten eine Verdichtung des Angebots auf vier Minuten ermöglichen. Die Inbetriebnahme aller TE-23 wurde im Juni 2024 abgeschlossen. Im Sommer 2025 wurde angekündigt, weitere 17 Fahrzeuge des Typs TE-23 zu beschaffen, um im Laufe von 2026 die Kapazitäten für 420.000 Passagiere bereitstellen zu können. Dazu sollen die Fahrzeuge zukünftig in Doppeltraktion verkehren.

## Betrieb
Betrieben wird die Linie von der städtischen Gesellschaft STE, welche auch das Oberleitungsbusnetz in Mexiko-Stadt betreibt. Die STE war früher bereits auch für das ehemalige Straßenbahnnetz in Mexiko-Stadt zuständig.
Die Strecke wird aktuell montags mit freitags von 5:00 bis 0:00 Uhr bedient, an Samstagen von 6:00 bis 0:00 Uhr sowie an Sonn- und Feiertagen von 7:00 bis 0:00 Uhr (Angabe der jeweilig ersten bzw. letzten Abfahrt ab Endstation). Die Fahrzeit für die Gesamtstrecke beträgt 37 Minuten.
Eine Einzelfahrt kostet 3 Pesos, umgerechnet 0,15 Euro. Kinder unter fünf Jahren, Menschen mit Behinderungen und Menschen über 60 Jahren haben, wie im gesamten öffentlichen Verkehr in Mexiko-Stadt, freien Zugang. Es gibt mit der Tajeta Mi eine wiederaufladbare Fahrkarte im Scheckkartenformat.